# 中江丑吉
中江 丑吉（なかえ うしきち、1889年（明治22年）8月14日 - 1942年（昭和17年）8月3日）は、大正・昭和期の中国学者。

## 経歴
中江兆民の長男として大阪に生まれた。小石川竹早小学校、旧制早稲田中学校、旧制第七高等学校造士館を経て、1913年に東京帝国大学法学部政治学科を卒業する。翌年8月に袁世凱の憲法制定顧問となった有賀長雄博士の助手として北京に赴く。これは当時官界にあった曹汝霖・章宗祥が日本留学中に中江家に寄寓していたという機縁によるものである。その期限が満了した1915年夏に日本に帰国。しかし、数ヶ月後に再び中国に渡り、以降30年にわたる北京での生活を始める。1919年、五四運動の際には曹汝霖・章宗祥を救出し、その前後から中国思想の研究に励む。
1925年から「中国古代政治思想史第一巻」、「衛鞅の商邑と張儀の商於とに就いて」「中国の封建制度に就いて」「商書般庚篇に就いて」「公羊傳及び公羊學に就いて」「書廿九篇に関する私見に就いて」の論文が次々に発表された。『順天時報』紙に時評を書いたこともあるが、主に西園寺公望や南満州鉄道の庇護を受ける他はほとんど門外に出ず、在留邦人の間では奇人と噂されていた。1935年初めに突然北京を引き上げ、1ヶ月に満たない東京での生活の後に北京に舞い戻ることがあったが、「書廿九編」の続編である「洛誥系統諸篇を論ず」を未完成のままにして、以後は中国学に関する論文を自ら発表することはなかった。
潜行中の片山潜や佐野学をかくまい、中国革命の協力者・鈴江言一の学習を助けたりはするが、自らはカント、ヘーゲル、カール・マルクスやマックス・ウェーバーを原書で繰り返し読み直すという厳しい日課を行い、専門分野では小島祐馬（京都帝国大学教授）に認められていた。1937年の盧溝橋事件を知り、この紛争（日華事変）が、やがて「世界戦争の序曲」となると断定し、知り合いの今田新太郎中佐に対中戦争遂行が失敗すべきことを説き、拡大を防止するよう勧告したという。
太平洋戦争（大東亜戦争）中は近衛文麿首相や岡村寧次総司令官の招きにも応ぜず、日独の枢軸側の必敗を確信し、周囲の人々にも憚りなく公言したために、北京の憲兵隊には「聖戦を白眼視するスネモノ」としてマークされていた。重度の肺結核と診断され、1942年5月に帰国し、九州大学病院へ入院。同年夏に死去、妻子はなく、中江家は断絶することとなった。

## 著作
- 『中国古代政治思想』岩波書店、1950年、新版1975年・1992年
- 『中江丑吉書簡集』鈴江言一・伊藤武雄・加藤惟孝編、みすず書房、1964年、新版1975年・1984年